# كريستي مورغان
كريستي مورغان (بالإنجليزية: Christy Morgan)‏ هي لاعب هوكي الحقل أمريكية، ولدت في 13 أكتوبر 1963.

## وصلات خارجية
- كريستي مورغان على موقع أوليمبيديا (الإنجليزية)